# Hygrochroma cervinata
Hygrochroma cervinata är en fjärilsart som beskrevs av W. Warren 1903. Hygrochroma cervinata ingår i släktet Hygrochroma och familjen mätare. Inga underarter finns listade i Catalogue of Life.